# 非競合阻害
非競合阻害（ひきょうごうそがい、英: non-competitive inhibition）、非拮抗阻害、非競争阻害は、阻害剤が酵素の活性を減少させ、酵素に基質が結合しているかいないかにかかわらず同じようによく結合する酵素阻害機構の一種である。
基質が結合しているかいないかにかかわらず阻害剤が酵素に結合できるが、一方の状態に対して他方より高い親和性を示す場合は、混合型阻害剤と呼ばれる。

## 用語
全ての非競合阻害剤は酵素のアロステリック部位（すなわち活性部位以外の場所）に結合するが、アロステリック部位へ結合する全ての阻害剤が非競合阻害剤ではないことを注記しておくことが大切である。実際、アロステリック阻害剤は競合、非競合、不競合阻害剤として作用しうる。
多くの文献はこれら2つの用語を一緒にしたり、アロステリック阻害の定義を非競合阻害の定義として記し続けている。

## 機構

非競合阻害あるいは混合型阻害の可能性がある機構の図。

非競合阻害は、どんなときでも阻害剤ならびに基質が共に酵素に結合できる系のモデルを作る。基質と阻害剤の両方が結合する時、酵素-基質-阻害剤複合体は生成物を作ることができず、酵素-基質複合体あるいは酵素-阻害剤複合体に戻ることだけができる。非競合阻害は一般的な混合型阻害とは阻害剤が酵素と酵素-基質複合体に対して等しい親和性を有する点で区別される。
非競合阻害の最もよく見られる機構は、阻害剤のアロステリック部位への可逆的結合を含むが、活性部位への直接的結合を含むその他の方法によって阻害剤が作用することが可能である。競合阻害とは、阻害剤の結合が基質の結合を妨げず（逆もまた同様）、一定時間単純に生成物形成を妨げる点で異なっている。
この種の阻害は、基質に対する触媒の見かけの結合親和性（Kmapp – ミカエリス・メンテン式を参照）を変化させることなく、化学反応の最大速度を減少させる。

## 式
非競合阻害剤の存在下、酵素の見かけの親和性は実際の親和性と等しい。ミカエリス・メンテン反応速度論の観点からは、Kmapp = Kmである。これはルシャトリエの原理の結果と見ることができる。阻害剤は酵素と酵素-基質複合体のどちらにも等しく結合できるため、平衡が維持される。しかしながら、一部の酵素は基質の生成物への変換を常に阻害されているため、酵素の有効濃度は低下する。
数学的には以下の通りである。
{\displaystyle V_{max}^{app}={\frac {V_{max}}{1+{\frac {[I]}{K_{I}}}}}}
{\displaystyle {apparent\ [E]_{0}}={\frac {[E]_{0}}{1+{\frac {[I]}{K_{I}}}}}}

## 例: CYP2C9酵素の非競合阻害剤
CYP2C9酵素の非競合阻害剤にはニフェジピン、トラニルシプロミン、フェネチルイソチオシアネート、6-ヒドロキシフラボンがある。コンピュータによるドッキングシミュレーションやアミノ酸置換変異体を用いた実験から、6-ヒドロキシフラボンの非競合結合部位は、CYP2C9酵素の報告されているアロステリック結合部位であることが示されている。